# شين أون تشول
شين أون تشول (مواليد 26 ديسمبر 1973) هو ملاكم كوري جنوبي، مثّل بلاده في الألعاب الأولمبية الصيفية 1996.

## روابط خارجية
شين أون تشول على موقع أوليمبيديا (الإنجليزية)